# Thomisus pritiae
Thomisus pritiae är en spindelart som beskrevs av Gajbe 2005. Thomisus pritiae ingår i släktet Thomisus och familjen krabbspindlar. Inga underarter finns listade i Catalogue of Life.